# Hatóságilag Tilos
A Hatóságilag Tilos egy 1996 szeptemberében alakult magyar punkegyüttes. Nevét a rendszerváltás előtti gyakori szófordulatról kapta (a legendárium szerint konkrétan egy kocsma falán olvasható: „Énekelni, snóblizni, lármázni HATÓSÁGILAG TILOS!” feliratról).

## Története
Az 1996-os alapítás után az első koncertet még ugyanabban az évben, a Zöld Kakas vendéglőben adták. Hamarosan a Barackca zenekarral együtt turnéztak, így országszerte ismertté váltak a szubkultúrában. 
1997 tavaszától Mikosz kezelte a basszusgitárt, majd Kacsa kiszállt a zenekarból, és McCheap kezébe került a gitár.
1998 elején elkészült az első lemez Mi történt az éjjel? címmel. 
2000-ben Arad kilépett, helyette Benji került a dobok mögé. Elkészült a második lemez, A folytatás, amit rengeteg koncert és néhány külföldi szereplés után, két évvel később a Valahol követett. 2003 májusában újabb taggal bővült a Hatóságilag Tilos, Nagy Kálmánnal, aki korábban Salad Days nevű formációban játszott.
2004-ben az újabb album munkálatai közben Mikosz kilépett a zenekarból. Az új basszusgitáros Burger lett a The Deadbeats együttesből egy turné erejéig, végül Pásztor László lett az állandó tag. 2005 elején Benji lépett ki. Két dobos is került a helyére (Pándi Balázs, Bubnó Márk), akik felváltva szerepeltek a zenekarban, de a motiváció hiánya és magánjellegű problémák miatt a zenekar szüneteltetése mellett döntöttek – az utolsó lemez kiadásáig még koncertezgettek, de a lemez kiadását követően két évre feloszlott a zenekar.
A Hatóságilag Tilos két év szünet után 2007-től újra működik. 

## Tagok
Alapító tagok:
- Aradvári Balázs (Arad): dob
- Mód Szabolcs (Kacsa): gitár
- Tapolczai Attila (McCheap): basszusgitár

Felállás 2007 óta:
- dob: Károlyi-Kiss Benedek (Benji)
- basszusgitár: Pásztor László (Laci)
- gitár, vokál: Kálci
- gitár, ének: Tapolczai Attila (McCheap)

## Diszkográfia
- Mi történt az éjjel (1998)
- A folytatás (2000)
- Valahol (2002)
- Filmek (2004)
- A híd (2007)
- Az ember (2015)